# Élisabeth de Pologne
Élisabeth de Pologne (Elżbieta Łokietkówna en polonais, née en 1305 - morte le 29 décembre 1380) est une reine de Hongrie et régente de Pologne de 1370 à 1376.

## Origine et Jeunesse
Élisabeth de Pologne est née au sein de la famille royale des Piast. Elle est la fille de Ladislas Ier de Pologne, prince de Cujavie, et de Edwige de Kalisz, et la sœur de Casimir III de Pologne et de Kunigunde de Pologne, mariée à Bernard de Świdnica.
Avant que son père ne devienne roi de Pologne, la vie est dangereuse pour la famille Piast. En effet, lors de la mort de Venceslas II de Bohême, le fils de ce dernier, Venceslas III, prend le pouvoir alors que Ladislas est en meilleure position pour réclamer la couronne, étant l'arrière-petit-fils de Casimir II le Juste. Élisabeth vit ainsi cachée avec sa mère et ses frères et sœurs. Lors de l'assassinat de Venceslas III, Ladislas prend le pouvoir en Pologne alors que la succession en Bohême demeure conflictuelle. Il est finalement couronné roi de Pologne en 1320 et, à sa mort en 1333, son fils Casimir III lui succède.
En 1320, Élisabeth épouse le roi Charles Robert de Hongrie. En 1339, ce dernier passe un accord de succession avec Casimir III de Pologne qui prévoit que si Casimir III meurt sans laisser d'héritier mâle un des fils de Charles Robert lui succèdera sur le trône polonais. En 1330, elle est victime d'un attentat dans lequel elle perd plusieurs doigts

## Régente de Pologne
En 1370, à la mort de son frère Casimir III de Pologne, conformément à l'accord de 1339, son fils Louis Ier roi de Hongrie est couronné roi de Pologne à Cracovie le 17 novembre 1370, créant ainsi une union personnelle entre les deux royaumes. La même année, Louis confie la régence du royaume de Pologne à Elisabeth qui l'exerce jusqu'en 1376. Bien que d'origine polonaise, Elisabeth s'entoure de conseillers hongrois et fait apparaitre aux Polonais son pouvoir comme un pouvoir étranger. En 1376, un incident survient à Cracovie entre nobles polonais et hongrois, et des Hongrois appartenant à la suite de la reine sont assassinés. La reine quitte alors la Pologne où elle est remplacée comme régente par le duc Ladislas II d'Opole. Elle retourne en Hongrie où elle meurt en 1380. Élisabeth de Pologne est réputée pour l'introduction d'un parfum connu à l'époque sous le nom d’Eau de Hongrie, en Europe et dans le reste de l'Occident.

## Mariage

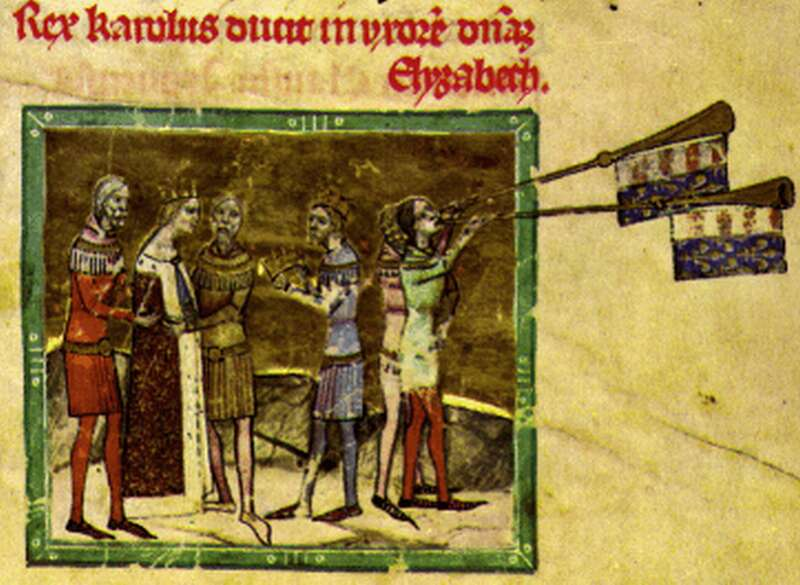
Mariage d'Élisabeth de Pologne avec Charles Robert de Hongrie.

Le 6 juillet 1320, Élisabeth est mariée à Charles Robert de Hongrie, roi de Hongrie. Elle devient ainsi la troisième femme du roi, scellant du même coup une alliance entre la Pologne et la Hongrie. Le couple royal a cinq fils et, possiblement, deux filles :
- Charles (1321)
- Ladislaus d'Anjou (en) (1er novembre 1324 – 24 février 1329)
- Louis I de Hongrie (1326–1382)
- André Ier de Naples (1327–1345)
- Étienne de Slavonie (1332–1354)
- Catherine de Hongrie (d. 1355) (peut-être la fille de la première femme de Charles Robert)[3]
- Élisabeth de Hongrie (d.1367)[réf. souhaitée]

Élisabeth devient veuve lors du décès de Charles Robert le 16 juillet 1342.

## Mécénat

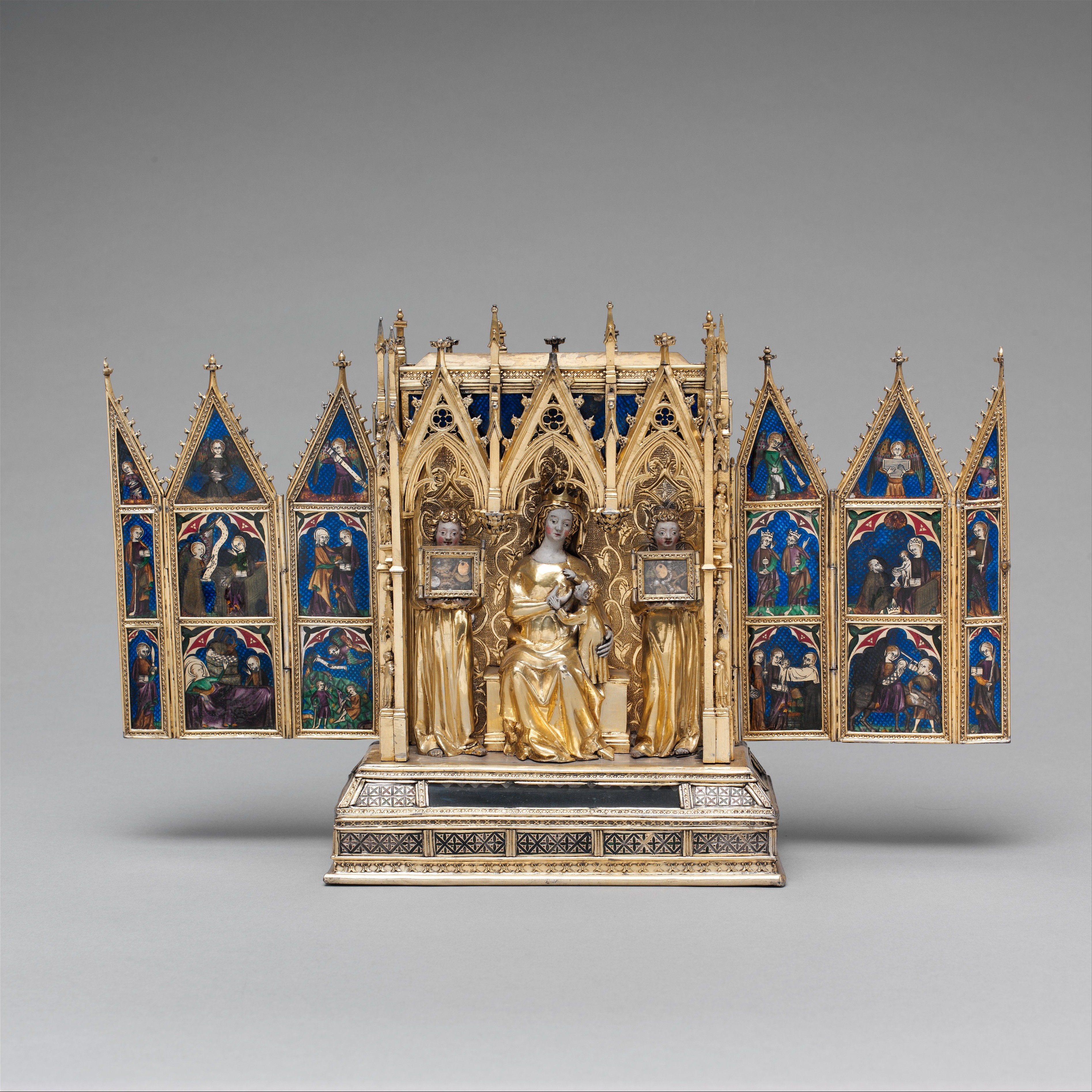
Sanctuaire reliquaire d’Élisabeth de Pologne attribué à Jean de Toul, vers 1350

La reine était une mécène renommée et fondatrice de nombreux sanctuaires qu'elle a équipés de trésors merveilleux. Les exemples exquis de la fondation d'Élisabeth comprennent un sanctuaire reliquaire en argent avec Vierge à l'Enfant datant d’environ 1350, peut-être attribuble à Jean de Toul au Metropolitan Museum of Art, probablement créé pour le couvent des clarisses à Buda, également fondée par la reine en 1334 et reliquaire en argent de saint-Nicolas sous la forme d'une église gothique de 1344, attribuée à Pietro di Simone Gallico au Museo Nicolaiano de Bari. Élisabeth a également inspiré la fondation de la chapelle hongroise à Aix-la-Chapelle et a parrainé certains de ses trésors,.